# Bobby Kennedy (Fußballspieler)
Robert „Bobby“ Kennedy (* 23. Juni 1937 in Motherwell; † 11. Januar 2025) war ein schottischer Fußballspieler und -trainer. Er war in den 1960er-Jahren bei Manchester City aktiv und dabei oft Stammspieler. Als der Klub in der Saison 1967/68 die englische Meisterschaft gewann, blieb ihm jedoch zumeist nur die Rolle des Ersatzmanns übrig.

## Sportlicher Werdegang
Kennedy startete seine Fußballerkarriere in der Heimat bei Coltness United, bevor er sich nach Probetrainingseinheiten mit Queen of the South und dem FC Clyde schließlich 1957 dem FC Kilmarnock anschloss. Während seiner Zeit dort bestritt er nach einer ernsthaften Erkrankung, die ihn acht Monate lang pausieren ließ, insgesamt 85 Ligapartien als Außenläufer und die größten Erfolge waren 1960 der Gewinn der Vizemeisterschaft sowie im selben Jahr das Erreichen des Endspiels im FA Cup und im Jahr darauf im Ligapokal, wobei beide Partien mit 0:2 gegen die Glasgow Rangers verloren gingen. 1969 hatte er zudem ein U-23-Länderspiel für Schottland gegen die Niederlande bestritten. Für eine Ablösesumme von 42.500 Pfund wechselte er dann nach England zum Erstligisten Manchester City. Dort wurde er zu einem Außenverteidiger umgeschult, blieb acht Jahre beim Verein und war zumeist eine feste Größe im Team. Die Ausnahme bildete nach zwischenzeitlichem Abstieg 1963 und dem Wiederaufstieg 1966 ausgerechnet die Meistersaison 1967/68. Kennedys Karriere neigte sich auf höchstem Niveau mittlerweile dem Ende entgegen und so bestritt er lediglich sechs Meisterschaftsbegegnungen, was zu wenig für den Erhalt einer offiziellen Meistermedaille war. Nach insgesamt 254 Pflichtspieleinsätzen für Manchester City wechselte er 1969 zum Viertligisten Grimsby Town.
In Grimsby war Kennedy bis 1971 Spielertrainer, wobei sein Engagement nur mäßig erfolgreich mit Platz 23 im Jahr 1969 und danach mit Rang 16 und 19 in den folgenden Spielzeiten endete. Nach seinem Rücktritt agierte er in der Saison 1972/73 in Irland für Drogheda United, bevor es ihn auf die Trainerbank zurückzog. Dabei arbeitete er zunächst im Jugendbereich von Bradford City aktiv und dann kurz beim FC Dundalk sowie bei Bradford Park Avenue. Im Januar 1975 folgte er Bryan Edwards als Cheftrainer von Bradford City nach. Er führte den Klub schließlich auf den zehnten Rang der vierten Liga und in der Saison 1975/76 verzeichnete er mit dem Einzug ins Viertelfinale des FA Cups einen Achtungserfolg – dort unterlag man dem späteren Titelträger FC Southampton knapp mit 0:1. Als wohl bestes Spiel unter seiner Regie galt dabei der 2:1-Achtelfinalerfolg beim Erstligisten Norwich City. In der folgenden Spielzeit 1976/77 gelang der Aufstieg in die dritte Liga. Dort wurde er im Januar 1978 im Anschluss an eine Serie von sieben Niederlagen unter kontroversen Umständen entlassen. Später arbeitete er noch im Trainerstab der Blackburn Rovers, bevor er sich aus dem Fußballgeschäft endgültig zurückzog. Er wohnte mit seiner Familie weiter in Bradford und sowohl sein Sohn als Torwarttrainer als auch Tochter Lorraine als Trainerin der Frauenmannschaft nahmen Funktionen bei Bradford City wahr. Manchester City blieb er ebenso treu und er schloss sich der Ex-Spieler-Vereinigung des Vereins an.